# Jimmy Carter
James Earl Carter Jr. vagy röviden másképp „Jimmy” Carter (Plains, Georgia, 1924. október 1. – Plains, Georgia, 2024. december 29.)  amerikai politikus, 1971 és 1975 között Georgia állam kormányzója, majd 1977 és 1981 között az Amerikai Egyesült Államok 39. elnöke. A Demokrata Párt tagja volt. Ő az ország leghosszabb életű elnöke, az első, aki megérte 100. születésnapját.
Elnöksége után, 1982-ben létrehozta a Carter Center  nevű nonprofit szervezetet és 2002-ben Nobel-békedíjat kapott az ezzel kapcsolatos munkájáért.

## Élete
A georgiai Plainsben született, egy négygyermekes család legidősebb fiúgyermekeként. Apja, idősebb James Carter farmer és sikeres kereskedő, majd később Georgia államban helyi képviselő, anyja, Lillian Gordy kórházi ápolónő volt. Johnny Cash legendás zenész felesége, June Carter Cash az unokatestvére volt.

### Fiatalkora
Előbb a georgiai Southwestern College-ban, majd a Georgia Institute of Technologyn folytatott tanulmányokat, diplomáját 1947-ben az annapolisi Tengerészeti Akadémián szerezte.
Ezután a haditengerészet atlanti- és csendes-óceáni flottájánál szolgált. Itt kiválasztották egy atomtengeralattjáró-programban való részvételre, ahol atommérnöki végzettséget szerzett.
1946-ban elvette Rosalynn Cartert, akivel négy gyermekük született: John William „Jack” (1947–), James Earl III „Chip” (1950–), Donnel Jeffrey „Jeff” (1952–) és Amy Lynn (1967–).
1953-ban apja halála után távozott a haditengerészettől, és visszatért Georgiába, ahol átvette a családi földimogyoró- és gyapotültetvények ügyeinek vitelét. A gyermekkorától vallásos Carter segédlelkészként részt vett a déli baptista gyülekezet életében.

### Politikai pályájának kezdete
Az 1960-as években két ciklus erejéig szenátor volt Georgia államban, majd egy sikertelen próbálkozás után, 1970-ben, megválasztották az állam kormányzójává. Szenátorként, kormányzóként (és később is) következetesen képviselte a feketék elleni diszkrimináció és szegregáció visszaszorításának politikáját.
Az országosan alig ismert Carter jelölése az 1976-os elnökválasztáson jó húzásnak bizonyult a Demokrata Párt részéről. A választók kis többséggel ugyan, de megválasztották a Watergate-botrányban megtépázott Republikánus Párt jelöltjével, a Nixon lemondása után elnökké lett Forddal szemben.

### Elnöksége

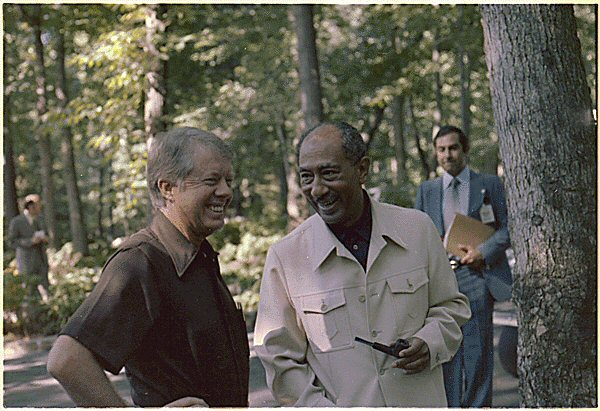
Szádát egyiptomi elnökkel Camp Davidben (1978)

Belpolitikában – Georgiából magával hozottakon kívül – fontosnak tartotta a kormányzati bürokrácia átfogó reformját (úgymint minisztériumok illetékességének kérdése a különböző ügyekben).
Több fontos nemzetközi megállapodás kötődik a nevéhez. Így 1977-ben megegyezett Torrijos panamai vezetővel, hogy legkésőbb 2000-ig az USA mindenképpen átadja a Panama-csatornát.
1978-ban visszaadta Magyarországnak a Szent Koronát és a koronázási ékszereket. Ugyanebben az évben sikeresen közvetített Egyiptom és Izrael között, aminek eredményeképpen aláírták a Camp David-i egyezményeket, mely a közel-keleti térség békéjének tartós megteremtését célozta.
1979-ben megszüntette az USA-barát politikát folytató nicaraguai diktátor, Somoza támogatását, ami a szovjetek által támogatott sandinista mozgalom hatalomátvételéhez vezetett.
A Szovjetunióval és a kommunista blokk országaival folyamatos párbeszédre törekedett. 1978-ban engedélyezte a Szent Korona visszaadását Magyarországnak (ezért 1996-ban megkapta a Magyar Köztársasági Érdemrend középkeresztjét a csillaggal). Folytatta a Nixon által megkezdett közeledési politikát, majd hivatalosan is diplomáciai kapcsolatokat létesített a kommunista Kínával – ezzel párhuzamosan megvonta Tajvan diplomáciai támogatását.

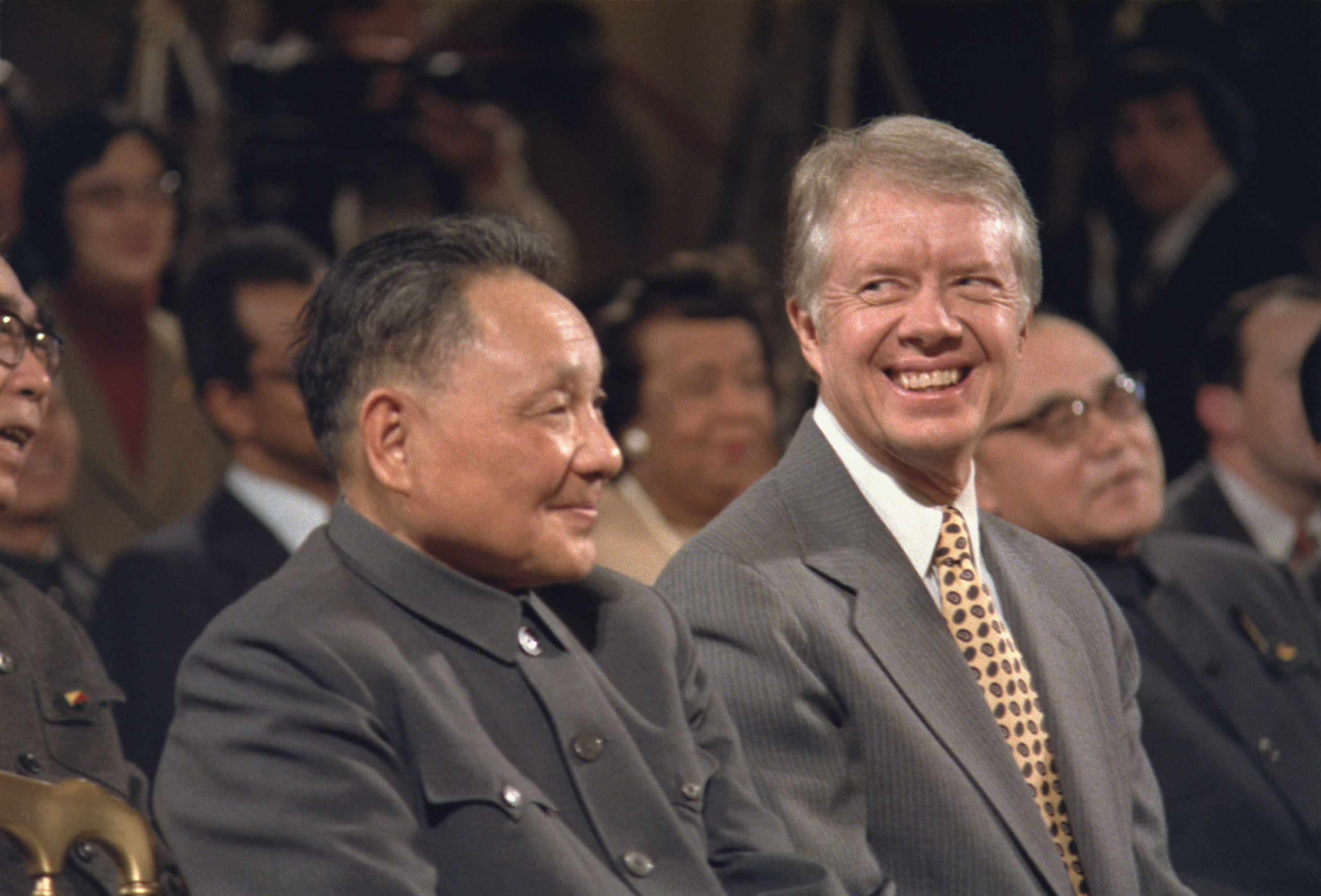
Carter és Teng Hsziao-ping kínai miniszterelnök (1979)

Bécsben aláírta Brezsnyevvel a második hadászati fegyverrendszerek korlátozásáról szóló (az ún. SALT-II) egyezményt. (Igaz, ezt a kongresszus sohasem ratifikálta.)
Nem sokkal az egyezmény aláírása után a szovjet csapatok bevonultak Afganisztánba, ami megakasztotta a megbékélési folyamatot.
1980 januárjában új külpolitikai irányelveket hirdetett meg. A Carter-doktrína értelmében „minden, a Perzsa-öböl birtoklására tett külső kísérletet az USA saját létfontosságú érdekei ellen szóló támadásnak tekint, és ha kell, akár katonai erővel is elhárít”.
Nem tette népszerűbbé a Carter-adminisztrációt, hogy a második olajválság (1979) következményeként magasba szöktek az energiahordozók árai. A kétszámjegyű (évi átlagban 12%-os) infláció a gazdasági növekedés stagnálásával és jelentős munkanélküliséggel társult.
Leginkább azonban az iráni túszdráma ártott Carter népszerűségének. 1979. november 4. és 1981. január 20. (Reagan hivatalba lépése) között képtelenek voltak kiszabadítani az amerikai nagykövetségen fogvatartott 66 túszt.
Nem volt meglepő[forrás?], hogy az 1980-as elnökválasztáson Reagannel felálló republikánusok megakadályozták Carter újraválasztását.

### Elnöksége után

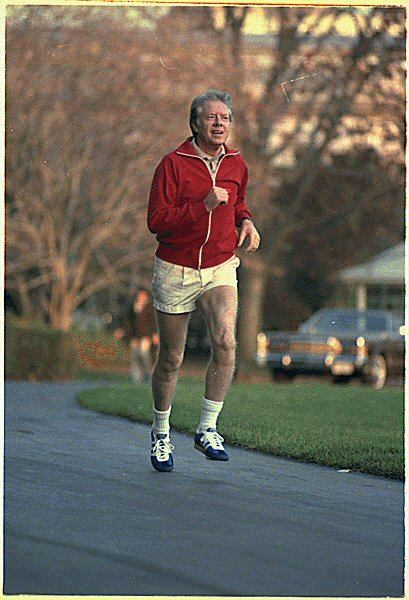

A veresége után magánemberként, nemzetközi emberi jogi szervezetek képviselőjeként vállalt szerepet a demokrácia, az emberi jogok és a béke nemzetközi terjesztéséért.
1982-ben létrehozta Carter Centert, melynek elsődleges célja különböző nemzetközi konfliktusoknál fellépni és közvetíteni a szembenálló felek között. A központ feladata még nemzetközi egészségügyi programokban való részvétel, továbbá választási megfigyelők küldése a fejlődő országokba.
Az 1990-es években előbb délszláv háborúban, majd Haitin próbálkozott a háborús helyzet tárgyalásos rendezése érdekében fellépni.
Carter és felesége ismert figurái a Habitat for Humanity nemzetközi lakásépítő mozgalomnak is.
1998-ban haditengerészet megbecsülésének jeleként egy tengeralattjárót (USS Jimmy Carter) nevezett el róla, mivel Carter maga is sokáig szolgált a flottánál.
2002-ben történelmi látogatást tett Kubába, ő volt ugyanis az első amerikai – igaz már nem hivatalban lévő – elnök, aki felkereste a szigetországot Fidel Castro 1959-es hatalomátvétele óta. A demokrácia hiányát, és az emberi jogok súlyos megsértését kifogásolta, de ugyanakkor megdicsérte a „kiváló” oktatási és tanügyi rendszert, amely szerinte „az amerikai rendszerrel ellentétben mindenki számára elérhető”. Ezt a beszédet teljes terjedelmében bemutatta a kubai televízió, a sajtó pedig változtatás nélkül közölte a szöveget a kritikus hangnem ellenére.
Ugyanezen évben Oslóban átvehette a Nobel-békedíjat, az indoklás szerint „az évtizednyi fáradhatatlan erőfeszítéseiért a nemzetközi konfliktusok békés rendezése érdekében, a demokrácia és emberi jogok fejlesztéséért, a gazdasági és társadalmi fejlesztések előmozdításáért”. Woodrow Wilson és Theodore Roosevelt után ő a harmadik amerikai elnök, aki részesült ebben a kitüntetésben. (Később Barack Obama is megkapta.)
2004-ben Carter élesen kritizálta Tony Blairt és George W. Busht, amiért „hazugságokra, hamis interpretációkra” alapozva megindították az iraki háborút.
2006-ban könyvet jelentetett meg a palesztin–izraeli konfliktusról Peace not Apartheid (Béke, nem apartheid) címmel, amelyben bírálja Izraelt telepítéspolitikája, a palesztinok presszionálása és a nemzetközi szervek rendelkezéseit áthágó lépései miatt. Ezzel valóságos támadássorozatot váltott ki maga ellen, amelyben antiszemitának, hazugnak és rágalmazónak nevezik, Carter azonban a mértékadó körök szemében elszenvedett tekintélyvesztése ellenére vállalja a könyvében leírtakat.
2007-ben Szent István Emlékérmet adott át Carternek Mádl Ferenc volt köztársasági elnök, amiért visszaszolgáltatta a Szent Koronát.
Cartert 90 éves korában melanóma miatt kezelték, a betegség átterjedt a májára és az agyára is. Először megműtötték, majd sugárkezelésnek vetették alá, s végül a nagyon ígéretesnek tartott immunterápia egyik legújabb gyógyszerével kezelték. A kezelés sikeres lett, a volt elnök agyi szövődményei eltűntek. Carter 94 éves korában pulykavadászatra indult, de a georgiai otthonából kilépve elesett, és eltörte csípőcsontját. A volt elnököt még aznap megműtötték, ami jól sikerült.
A volt first lady, Rosalynn Carter 2023. november 19-én hunyt el. Ezt megelőzően Jimmy Carter már alig mutatkozott a nyilvánosság előtt, de felesége temetésén tolószékben részt vett. Carterék unokája azt mondta, a nagyszülei a legutolsó pillanatig fogták egymás kezét. Jimmy és Rosalynn Carter házassága 77 éven át tartott.

### Halála

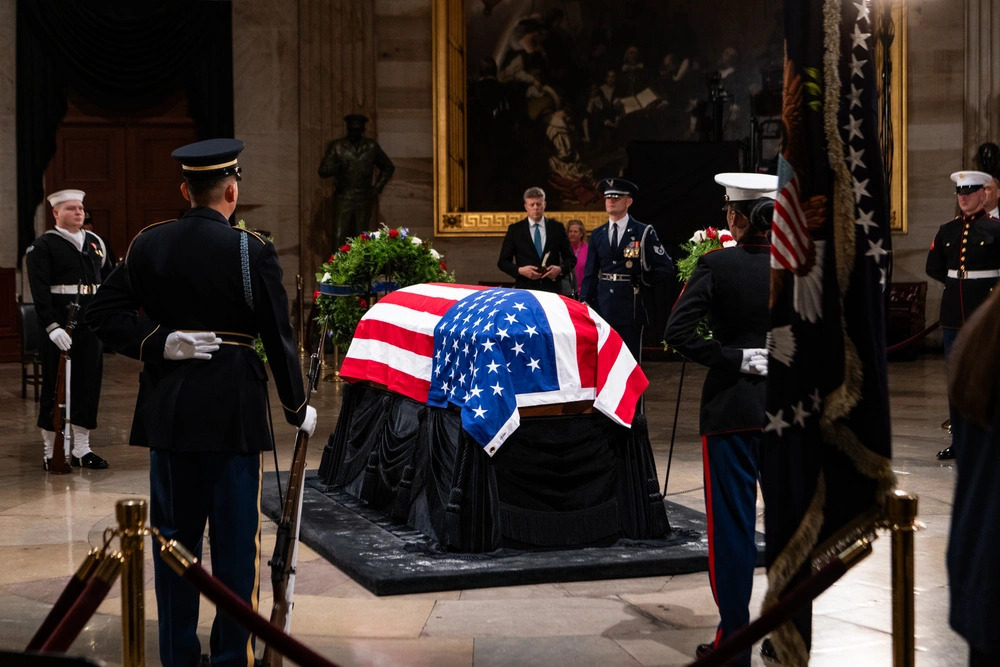
Carter koporsója az Egyesült Államok Capitoliumában, január 7-én

Melanóma diagnózisát követően 2023 februárja óta hospice ellátásban részesült, azonban a 2024-es választások alkalmával még leadta szavazatát. 2024. december 29-én a fia bejelentette a halálát. A Carter Központ közlése szerint a volt elnök  délután hunyt el családja körében, több mint egy évvel azután, hogy hospice-kezelést kezdett kapni a Georgia állambeli Plainsben lévő otthonában, ahol feleségével éltek.
Mint minden elnök, Carter is állami temetést kapott a szövetségi kormánytól, amelyre 2025. január 9-én került sor a Washingtoni Nemzeti Katedrálisban. A temetésen beszédet mond Joe Biden, Andrew Young, Jason Carter, Steven Ford (Gerald Ford fia), Ted Mondale (Walter Mondale fia) és Stuart E. Eizenstat. A washingtoni megemlékezés után Carter holttestét visszaszállították Georgiába, ahol egy családi megemlékezés után a Maranatha baptista templomban, otthonában temették el, 2023-ban elhunyt felesége mellé.

## Magyarul megjelent művei
- Az emberi jogok az Egyesült Államokban; ford. Fonó György; Kossuth, Budapest, 1979 (Napjaink kérdései)
- Teljes élet. Visszatekintés 90 évesen; ford. Etédi Péter; Partvonal, Budapest, 2016